# إيفيرارد باتلر
إيفيرارد باتلر هو مجدف كندي، ولد في 28 ديسمبر 1885 في تورونتو في كندا، وتوفي في 23 نوفمبر 1958 في بورنموث في المملكة المتحدة.

## وصلات خارجية
- إيفيرارد باتلر على موقع الاتحاد الدولي للتجديف (الإنجليزية)
- إيفيرارد باتلر على موقع اللجنة الأولمبية الدولية (الإنجليزية)
- إيفيرارد باتلر على موقع أوليمبيديا (الإنجليزية)
- إيفيرارد باتلر على موقع اللجنة الأولمبية الكندية (الإنجليزية)